# Зебжидув
Зебжидув (пол. Zebrzydów, нім. Seiferdau) — село в Польщі, у гміні Марциновиці Свідницького повіту Нижньосілезького воєводства.
Населення — 558 осіб (2011).

## Демографія
Демографічна структура станом на 31 березня 2011 року:
|          | Загалом | Допрацездатний вік | Працездатний вік | Постпрацездатний вік |
| -------- | ------- | ------------------ | ---------------- | -------------------- |
| Чоловіки | 266     | 52                 | 192              | 22                   |
| Жінки    | 292     | 69                 | 178              | 45                   |
| Разом    | 558     | 121                | 370              | 67                   |